# 318 Magdalena
318 Magdalena är en asteroid i huvudbältet, som upptäcktes den 24  september 1891 av den franske astronomen Auguste Charlois. Det är okänt vad eller vem asteroiden senare fick namn efter.
Magdalenas senaste periheliepassage skedde den 7 oktober 2019. Dess rotationstid har beräknats till 59,5 timmar.